# Antsampandrano (Ambatolampy)
Antsampandrano è una città e comune del Madagascar situata nel distretto di Ambatolampy, regione di Vakinankaratra. 
La popolazione del comune rilevata nel censimento 2001 era pari a 19 656 unità.